# HMC-1
HMC-1细胞是一种人肥大细胞细胞系，1988年分离自一位52岁的肥大细胞白血病男性患者，用於肥大细胞的科學研究。

## 外部連結
- Cellosaurus entry for HMC-1 （页面存档备份，存于）